# Paul Halla
Paul Halla (Graz, Austria, 10 de abril de 1931-Viena, Austria, 6 de diciembre de 2005) fue un futbolista austríaco que jugaba como defensa.

## Fallecimiento
Murió el 6 de diciembre de 2005 después de una operación estomacal, a la edad de 74 años.

## Selección nacional
Fue internacional con la selección de fútbol de Austria en 34 ocasiones y convirtió 2 goles. Formó parte de la selección que obtuvo el tercer lugar en la Copa del Mundo de 1954, siendo el mayor éxito en la historia del fútbol austríaco hasta la fecha, pero no jugó ningún partido durante el torneo.

### Participaciones en Copas del Mundo
| Mundial                        | Sede   | Resultado      | Partidos | Goles |
| ------------------------------ | ------ | -------------- | -------- | ----- |
| Copa Mundial de Fútbol de 1954 | Suiza  | Tercer lugar   | 0        | 0     |
| Copa Mundial de Fútbol de 1958 | Suecia | Fase de grupos | 1        | 0     |

## Clubes
| Club           | País    | Año       |
| -------------- | ------- | --------- |
| Sturm Graz     | Austria | 1950-1951 |
| Grazer AK      | Austria | 1951-1953 |
| SK Rapid Viena | Austria | 1953-1965 |
| Helfort        | Austria | 1965-1967 |

## Palmarés

### Campeonatos nacionales
| Título               | Club           | País    | Año  |
| -------------------- | -------------- | ------- | ---- |
| Campeonato austríaco | SK Rapid Viena | Austria | 1954 |
| Campeonato austríaco | SK Rapid Viena | Austria | 1956 |
| Campeonato austríaco | SK Rapid Viena | Austria | 1957 |
| Campeonato austríaco | SK Rapid Viena | Austria | 1960 |
| Copa de Austria      | SK Rapid Viena | Austria | 1961 |
| Campeonato austríaco | SK Rapid Viena | Austria | 1964 |